# 1619.
◄ | 16. stoljeće | 17. stoljeće | 18. stoljeće | ►
◄ | 1580-ih | 1590-ih | 1600-ih | 1610-ih | 1620-ih | 1630-ih | 1640-ih | ►
◄◄ | ◄ | 1616. | 1617. | 1618. | 1619. | 1620. | 1621. | 1622. | ► | ►►
Arhitektura • Astronomija • Glazba • Kazalište • Kiparstvo • Knjige • Književnost • Kršćanstvo • Medicina • Politika • Pravo • Promet • Slikarstvo • Znanost

## Događaji
- Isusovci otvorili gimnaziju u Dubrovniku, drugu gimnaziju u Hrvatskoj.

## Smrti
- 22. srpnja – Lovro Brindisijski, talijanski svetac (* 1559.).
- 7. rujna – Marko Križevčanin, hrvatski svetac (* oko 1588.).

## Vanjske poveznice
|  | Zajednički poslužitelj ima još gradiva o temi 1619. |